# Slag bij Castelfidardo
De Slag bij Castelfidardo werd op 18 september 1860 uitgevochten nabij Castelfidardo in wat nu de regio Marken is. Het koninkrijk Piëmont-Sardinië streed hier tegen de pauselijke troepen.
In de zomer van 1860 wist een leger van Roodhemden onder leiding van Giuseppe Garibaldi het koninkrijk der Beide Siciliën te veroveren. Na dit succes gaf Garibaldi aan dat hij ook de Kerkelijke Staat wilde bezetten, waardoor Rome de hoofdstad van een nieuw, verenigd Italië kon worden. De Piëmontese minister-president Cavour wilde Garibaldi's plan echter verijdelen, aangezien hij bang was voor een conflict met het Frankrijk van Napoleon III dat vierkant achter de paus stond.
Cavour ensceneerde enkele ongeregeldheden in de Kerkelijke Staat en stuurde een Piëmontees leger onder leiding van generaal Cialdini naar het zuiden, zogenaamd om de orde te herstellen. In werkelijkheid wilde hij Garibaldi tegenhouden. Om Garibaldi te bereiken moest dit leger wel door de Kerkelijke Staat trekken en in Castelfidardo kwam het tot een treffen met de pauselijke troepen die werden geleid door de Franse generaal Lamoricière. Dit leger werd aangevuld met Pauselijke Zoeaven, katholieke vrijwilligers uit heel Europa die streden voor de paus. De 10.000 pauselijke troepen konden niet veel uitrichten tegen de Piëmontese overmacht van 39.000 troepen en werden dan ook verslagen.
Het Piëmontese leger trok na deze overwinning niet naar Rome, maar verder naar het zuiden. Koning Victor Emanuel II nam nu het bevel over van dit leger en op 26 oktober 1860 ontmoette hij Garibaldi in Teano. Het veroverde koninkrijk der Beide Siciliën werd bij Sardinië-Piëmont gevoegd en de Kerkelijke Staat moest de Marken en Umbrië afstaan. Het hele Italiaanse schiereiland was nu verenigd in het koninkrijk Italië, met uitzondering van Latium, waar de paus werd beschermd door Napoleon III, en Venetië, dat werd bezet door de Oostenrijkers.